# バルカン・クリーゲ
バルカン・クリーゲ（独: Balkankriege、バルカン戦争とも。）は、1927年ごろに発行されたポルノ小説。戦前に日本に紹介され、戦前から1965年ごろまで発禁と地下出版を繰り返した。

## あらすじ
バルカン戦争（1912年-1913年）が勃発し、男たちは従軍し去っていった町。町に残された女たちは、あるものはすぐに、あるものはしばらくの間持ちこたえたものの、やがて町にわずかに残った男たちに体をゆだねるようになっていく。街中の身分ある女性が残らず乱交にふけるようになった頃、リーダーの指揮官夫人が「無垢な女性を捕まえてきてなぶりものにする」ことを提案し、無垢な百姓娘ヴァンヤをさらってくる。ヴァンヤは辱めを受けるものの、隙を見て逃げ出し、復讐のため敵軍に街の様子を知らせる。敵軍は町へとなだれ込み、男たちを処刑して女たちと宴を繰り広げる。このような情景は戦争中のどの国土でもおこなわれ、虐殺や暴行がいたるところで繰り広げられる。やがて戦争が終わり、敵国で暴行の限りを尽くした指揮官や兵士たちが、同じように敵兵によって堕落させられた妻や娘を見るところで終わる。

## 解説
原本はドイツ語であり、著者はウィルヘルム・マイテルとなっているが、ドイツで原版が出版されたものかどうかは定かではなく、著者も偽名と見られている。ドイツ語版の出版日は1927年10月で、一年もしないうちに日本語版に翻訳されている。バルカン・クリーゲの日本出版をはじめて計画したのは「軟派出版の帝王」と呼ばれた梅原北明であり、1928年5月に文藝市場社という出版社から「戦争勃発！」という和名で発行を目指しチラシが発行されたものの、警察にすべて押収され出版することはできなかった。その後、原版が流出し、1928年から29年にかけては2つの出版社が同書を刊行したものの、すべて発禁となっている。北明は1932年5月にも別の版元から同書の再版を企画したが、やはり発禁となった。
戦後、警察の統制がゆるくなると、戦前に流出していた原版や発禁本を種本としてふたたび同書の地下出版がはじまった。しかし、当時はまだポルノに関しては規制が厳しく、摘発を受けることがほとんどだった。1951年には3社から出版され、2社は発禁に、1社はなんとか当局の目をかいくぐったものの、1960年にまったく同一の訳本を出した時は発禁となった。さらに1964年にも別の版元から出された同書が発禁となっている。
これだけ発禁が繰り返されたのは、初期に原本が流出し発行しやすかったことのほかに、同書が発禁小説の中でも過激さで名高く、幻の書として入手を待ち望む顧客が多かったことにもよる。特に戦後には出版が繰り返され、現在でも東京書院版などは古書市場に多く流通している。
原題は「Vullkanische Krieg」であり、発音で「バルカン・クリーゲ」とするか題を訳して「バルカン戦争」とするものが多かったが、当局の目を逃れるためもあって数多くの和名タイトルが存在した。「戦争勃発！」、「バルカン戦争の秘史」、「指揮官夫人と其娘たち」、「秘話バルカン戦争」、「戦火に哭く女」などは、すべて同書の別タイトルである。
その後、1970年代後半からわいせつ本に対する出版規制が緩み、1982年にはフランス書院から、1997年には河出書房新社から同書の復刻版が出版され、さらに2004年には論創社からも出版された。